# 히우아시마

히우아시마의 위치

히우아시마(포르투갈어: Rio Acima)는 브라질 미나스제라이스주의 도시로 면적은 230.143km2, 높이는 1,400m, 인구는 8,597명(2008년 기준), 인구 밀도는 35.2명/km2이다.